# García Álvarez de Toledo (m. 1370)
García Álvarez de Toledo (castellà: García Álvarez de Toledo y Meneses)  (c. 1320 - Ciudad Rodrigo, 1370) conegut també com a Garcí Álvarez de Toledo o García Álvarez de Toledo i Meneses, I senyor d'Oropesa i Valdecorneja va ser un ric-home castellà, fill de García Álvarez de Toledo, alcalde major de Toledo, i de Mencía Téllez de Meneses.
Va ser mestre de l'Orde de Santiago, majordom major de la reina consort de Castella, Juana Manuel de Villena i de l'infant Alfons de Castella —fill del rei Pere I de Castella— i I senyor d'Oropesa, Valdecorneja, Piedrahíta i La Horcajada.

## Biografia
Els seus pares van ser Garci Álvarez de Toledo, fill de Juan Álvarez de Toledo, alcalde major de Toledo, i Mencía Téllez de Meneses, membre del poderós llinatge de Tierra de Campos, filla de Tel (o Tello) García de Meneses, agutzil major de Toledo, i de María Gómez de Toledo.
Va tenir quatre germans: Juan Álvarez de Toledo, probablement el més gran dels germans, encara vivia el 1335 però va haver de morir abans que el seu pare, Gutierre Gómez de Toledo, mort el 13 de gener de 1391, bisbe de Palència, cardenal i canceller de la reina Joana Manuel, Fernando Álvarez de Toledo, anomenat «el Tuerto», qui va succeir a la mort del seu germà Garci i va ser el II senyor de Valdecorneja, mort el 1384 de la pesta al setge de Lisboa, i Teresa García, monja al monestir de Santo Domingo el Real de Toledo.

## Vida
García Álvarez de Toledo va servir al rei Pere I de Castella, va ser nomenat majordom major del seu fill Alfonso, i també va ser mestre de l'ordre de Santiago des del 1359, després de l'assassinat del mestre Fadrique Alfonso de Castilla, fins al 1366.
El 1366, enfrontades les tropes d'Enric II de Castella contra les del seu germà el rei Pere I, aquest va marxar cap a Sevilla deixant Garci encarregat de la defensa de Toledo com a «capità major i guarda de la ciutat»; la major part de la noblesa toledana es va passar al bàndol del rei Enric, i Garci, incapaç d'emprendre en solitari la defensa de la plaça, va acordar amb aquest cedir el mestratge de Santiago a Gonzalo Mexías (que ja ostentava aquest mateix títol a la cort d'Enric) a canvi dels senyorius d'Oropesa i Valdecorneja, amb 50 000 maravedís de renda.
Es va trobar a la batalla de Nájera el 1367 on va ser fet presoner. Després de la mort del rei Pere I, va recuperar el seu estat i va ser senyor d'Oropesa i Valdecorneja. Va morir el 1370 durant l'assetjament que les tropes castellanes van fer sobre Ciudad Rodrigo, defensada per les forces portugueses de Ferran I de Portugal, durant les. Va rebre sepultura a Sant Pere Màrtir de Toledo.
A la seva mort li va succeir en el seu senyoriu d'Oropesa el seu fill Fernán Álvarez de Toledo i Loaysa, de qui provenen els comtes d'Oropesa, i en el de Valdecorneja el seu germà del mateix nom Fernando Álvarez de Toledo i Meneses, d'on descendeixen els ducs d'Alba.

## Matrimoni i descendència
García Álvarez de Toledo va contreure matrimoni amb Estefania Pérez de Monroy de qui no hi va haver descendència.
Va tenir tres fills fora de matrimoni, tots ells legitimats en 1369.
- Pare de Fernando Álvarez de Toledo el Borni, que va passar a ser el segon senyor de Valdecorneja i Robledo. Amb descendència a la Casa d'Alba.

Amb María Petrel, també anomenada María de Loaysa, filla de Juan García de Loaisa, senyor de Petrel, va tenir a:
- Fernán Álvarez de Toledo i Loaysa, que va heretar el senyoriu d'Oropesa, espòs d'Elvira d'Ayala[21]. Amb descendència a la Casa d'Orpesa

Alguns historiadors suggereixen que va poder contraure matrimoni en secret amb María de Loaysa. Astúries il·lustrada: primitiu origen de la noblesa d'Espanya], tom III, pàg. 374.</ref>
Amb María Álvarez va tenir dos fills més, Pedro i Mencía Álvarez de Toledo.